# Paraje el Mirador
Paraje el Mirador är en ort i Mexiko, tillhörande kommunen Huixquilucan i delstaten Mexiko. Paraje el Mirador ligger i den centrala delen av landet och tillhör Mexico Citys storstadsområde. Orten hade 2 633 invånare vid folkmätningen 2010.